# Plusiodonta arctipennis
Plusiodonta arctipennis là một loài bướm đêm trong họ Noctuidae.